# Gare de Torjok
 (juillet 2023).
Si vous disposez d'ouvrages ou d'articles de référence ou si vous connaissez des sites web de qualité traitant du thème abordé ici, merci de compléter l'article en donnant les références utiles à sa vérifiabilité et en les liant à la section « Notes et références ».
La gare de Torjok (en russe : Торжок (станция) est une gare ferroviaire du réseau russe situé dans la ville de Torjok.

## Histoire
La gare est ouvert en 1870 par la société Chemin de fer Nicolas sur la ligne Likhoslavl - Viazma, une branche du Chemin de fer Saint-Pétersbourg – Moscou.